# Fitod
De Fitod is een zijrivier van de Olt in Roemenië en heeft zelf ook twee zijrivieren, namelijk de Fânețelor en Șumuleu. De Șutadam ligt in deze rivier.